# Ціна пристрасті
«Ціна пристрасті» (англ. The Ledge) — американська мелодрама режисера Метью Чепмена. У головних ролях - Лів Тайлер і Чарлі Ханнем. Прем'єра відбулася в США 21 січня 2011 року. 14 жовтня картина була показана в Бразилії на Міжнародному кінофестивалі в Ріо-де-Жанейро.

## Зміст
«У нас стрибун!». Скільки разів офіцер поліції Холліс Лучетті чув цю фразу. В черговий раз він повинен умовити людину, що стоїть на карнизі даху, відмовитися від стрибка. І все це не в найпростіший день для нього самого. Час йде, і Холліс починає розуміти, що все йде не так, як звичайно в таких випадках. Протягом години він дізнається не лише про неймовірну історію кохання і пристрасті Шани та Гевіна, але і ціну, яку доведеться заплатити всім.

## Ролі
| Актор           | Роль           |
| --------------- | -------------- |
| Чарлі Ханнем    | Гевін Ніколс   |
| Лів Тайлер      | Шана Харріс    |
| Патрік Вілсон   | Джо Харріс     |
| Терренс Говард  | Холліс Лучетті |
| Жаклін Флемінг  | Анжела Лучетті |
| Крістофер Горем | Кріс           |
| Максін Греко    | Консуела       |
| Дін Уест        | Френк          |

## Знімальна група
- Режисер — Метью Чепмен
- Сценарист — Метью Чепмен
- Продюсер — Марк Деймон, Моше Дайамант, Майкл Мейлер
- Композитор — Нетан Барр

## Цікаві факти
- Зйомки картини почалися 8 березня 2010 року і проходили в штаті Луїзіана, США
- Слоган фільму - «Одне життя. Один шанс. Один крок»
- Дослівно в оригіналі назва перекладається як «Карниз». До однойменного роману Стівена Кінга даний фільм ніякого стосунку не має
- Режисером і автором сценарію виступив Метью Чепмен, відомий раніше за фільмами «Вердикт за гроші», «Що могло бути гірше?», «Колір ночі» і «За взаємною згодою »
- Бюджет фільму склав $ 10 мільйонів
- Фільм отримав рейтинг R - до перегляду рекомендований особам, які досягли віку 16 років
- В 2011 році Метью Чепмен отримав номінацію в категорії «Гран-прі журі» на кінофестивалі Sundance Film Festival

## Світовий реліз
- США - 21 січня 2011 року
- Білорусь - 26 травня 2011 року
- Казахстан - 26 травня 2011 року
- Росія - 26 травня 2011 року
- Італія - 10 червня 2011 року
- Нідерланди - 16 червня 2011 року
- США - 8 липня 2011 року  - вихід на DVD в обмеженому прокаті
- Бразилія - 14 жовтня 2011 року
- Швеція - 2 листопада 2011 року  - прем'єра на DVD
- Німеччина - 20 січня 2012 року - прем'єра на DVD
- Японія, Токіо - 18 лютого 2012 року
- Туреччина - 8 червня 2012 року
- Бразилія - 10 серпня 2012 року